# Губернатор штата Нью-Йорк
Губернатор штата Нью-Йорк является главным должностным лицом штата Нью-Йорк и главой исполнительной ветви государственной власти, а также главнокомандующим всеми военными и морскими силами штата. При исполнении служебных обязанностей к губернатору при обращении следует обращаться как Его/Её Превосходительство.
Должность была учреждена в 1777 году, и первым избранным губернатором Нью-Йорка стал Джордж Клинтон — впоследствии вице-президент США.
Резиденция губернатора находится в Исполнительном особняке штата Нью-Йорк (англ.) в столице штата городе Олбани.

## Полномочия и обязанности
Губернатор обязан обеспечивать соблюдение государственных законов, а также разрешает или запрещает действие законов, принятых легислатурой штата Нью-Йорк. Также губернатор рассматривает вопросы помилования, за исключением случаев государственной измены и импичмента.
Губернатор Нью-Йорка часто считается потенциальным кандидатом на пост президента. Десять губернаторов были главными претендентами на пост президента, из них шесть (включая Мартина Ван Бюрена, Гровера Кливленда, Теодора Рузвельта и Франклина Рузвельта) — выиграли. Шесть губернаторов Нью-Йорке были вице-президентами. Кроме того, два губернатора, Джон Джей и Чарльз Эванс Хьюз, занимали должность главного судьи Соединенных Штатов.

## История
Должность губернатора была введена первой Конституцией штата Нью-Йорк в 1777 году со сроком полномочий — два года. В 1874 году поправкой был продлён срок губернаторства до 3-х лет, однако в 1894 году срок снова стал двухлетним. В последнем изменении конституции в 1938 году окончательно закрепилось положение о губернаторском сроке — теперь он стал составлять 4 года.

## Замещение в должности
Конституцией штата с 1777 года также была введена должность лейтенант-губернатора, который возглавляет Сенат штата и избирается на тот же срок, что и губернатор. В случае смерти, отставки или импичмента губернатора, а также отсутствия губернатора в штате, лейтенант-губернатор исполняет обязанности и полномочия главы штата.
В случае, если должность лейтенант-губернатора становится вакантной, её занимает временный президент сената штата. Он исполняет обязанности лейтенант-губернатора до следующих выборов. Если обе должности становятся вакантными, временный президент сената становится губернатором с должности лейтенант-губернатора.
Лейтенант-губернатор избирается также на 4 года вместе с губернатором, но участвует в других праймериз.